# Gliese 433 b
Gliese 433 b (GJ 433 b) è una super Terra in orbita attorno alla stella Gliese 433, a circa 29,5 anni luce dal Sole, nella costellazione dell'Idra.
È stato scoperto nel 2009, con il metodo delle velocità radiali grazie ad osservazioni condotte con lo spettrografo HARPS presente presso l'Osservatorio di La Silla dell'ESO.

## Caratteristiche
Il pianeta orbita attorno alla stella in circa 7,4 giorni, ad una distanza pari a circa 23 volte quella della Luna dalla Terra. Con una massa minima 5,3 volte quella della Terra, il pianeta è probabilmente una super Terra. Con una temperatura di equilibrio stimata in circa 500 K (227 °C; 440 °F), GJ 433 b è troppo caldo per essere abitabile.